# Mathiang Yak Anek
Mathiang Yak Anek est une femme du Soudan  de la deuxième moitié du XIXe siècle et du début du XXe siècle devenue leader d’une communauté dinka gok après avoir échappé à l’esclavage.

## Biographie
Mathiang Yak Anek est née dans une communauté Dinka Gok, durant les années 1860. Enfant, elle est enlevée comme esclave dans son village et amenée à Tonj, un important poste d'esclavage régional à l’époque, vendue puis revendue. Elle est emmenée plus à l’Est, à Omdourman, la capitale mahdiste, puis reste trois ans comme esclave dans un bourg voisin. Comme la plupart des femmes esclaves, elle subit une brutale  mutilation génitale. Elle est également mariée de manière informelle à un homme dans le nord du Soudan. Elle apprend à parler l'arabe,.
À la suite des turbulences engendrées par l’avancée et les victoires des troupes coloniales britanniques, elle s’échappe de sa situation d’esclave et retourne dans son pays. Là, elle épouse un homme et reprend la vie traditionnelle des Dinka. Au fil du temps, elle gagne en influence auprès de son peuple grâce aux compétences acquises, et devient la leader d’une communauté Dinka.
Elle joue également un rôle de médiateurs avec les administrateurs coloniaux, anglo-égyptiens, basés à Rumbek. Mais elle entre en conflit avec un leader rival important, un prêtre traditionnel et un chef militaire Agar, une autre communauté Dinka.
Lors d'une réunion publique, elle s’impose dans un débat face à ce chef militaire, ce qui était inhabituel pour une femme, et déshonorant pour un homme Dinka. Cela conduit d'autres membres masculins de la communauté, mécontents, à l'accuser d'avoir offensé ce chef.  Pour éviter que la situation se tende davantage et devienne un conflit, les administrateurs coloniaux l’écartent de la chefferie. Elle préfère ensuite quitter la ville.
Après elle, d'autres femmes de son peuple vont occuper des postes de chef plus fréquemment que dans les autres communautés Dinka.